# Kis Ferenc (költő)
Kis Ferenc (Nagygéc, 1908. február 10. – Budapest, 1964. január 9.) József Attila-díjas (1950, 1961) magyar költő.

## Életpályája
Nyomdászmesterséget tanult. Többször letartóztatták. József Attila barátja volt. 1920-1924 között Mátészalkán volt nyomdász. Részt vett a munkásmozgalomban. 1932-ben jelent meg első művei. 1943-tól részt vett a második világháborúban. 1944-ben átszökött a Vörös Hadsereghez. A világháború után pártmunkás, és könyvtáros volt a Fővárosi Szabó Ervin Könyvtárban.
Sírja a Farkasréti temetőben található.
Réthey-Prikkel Lajos, aki munkatársa volt a Fővárosi Szabó Ervin könyvtárban, SZOLGÁLATBAN című emlékiratában így ír róla: 
"... a halkszavú, csendes kolléga, a szonettek kiváló költője Kis Ferenc1, ... … vele haláláig igen jó baráti kapcsolatban voltam. A horthysta rendszer idején tanúsított baloldali magatartása alapján, az egykori nyomdászból 1945-után rendőrtisztté lett. Ezt a pályát azonban nem neki találták ki, mert humanista költői szellemisége nem illett az erőszakossá lett bolsevista rendőri apparátusba. Otthagyta hát a rendőrséget, és mint költő a könyvtár munkatársa lett. Az 1950 utáni években kerültünk ismételten szoros kapcsolatba. Akkor ő már nyugdíjas volt, és a XII. kerületben – a mi lakásunk közelében – a Hegyalja úton lakott. 1956. október 24-én felkeresett munkahelyemen és arra kért, hadd legyen ő ott a szobámban úgy, mintha ő is munkatársaim egyike lenne, de mert aktív cselekvő tevékenységre egészségi állapota miatt már nem alkalmas, de csendes tanúként hadd lehessen részese a történelmi jelentőségű változások eseményeinek. Később – halála után – a Farkasréten lévő központi teret nagyon megérdemelten róla nevezték el, de az 1989. évben – a rendszerváltás után – igazi valójának félreértéseként, avagy valódi személyiségének ismerete hiányában a róla elnevezett teret akkor a dilettáns illetékesek átkeresztelték Farkasréti térre. A számomra dedikált könyveit azonban én máig is megbecsüléssel őrzöm könyvtáramban."

## Művei
- Így vagyunk együtt (versek, 1931)
- Fegyvertelen (versek, 1936)
- Mérleg (antológia, 1942)
- Csendes diadallal (válogatott versek 1931-1951, 1953)

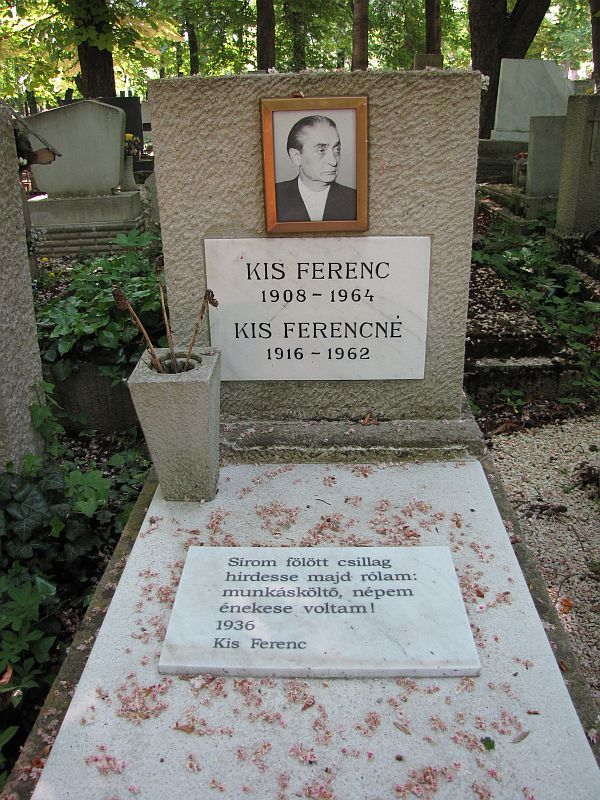
Sírja a Farkasréti temetőben (1-1-16)

- Ami megőriz (versek, 1960)
- Munka után (versek, 1965)
- Munka és szerelem (versek, 1974)